# Laccophilus difficilis
Laccophilus difficilis är en skalbaggsart som beskrevs av Sharp 1873. Laccophilus difficilis ingår i släktet Laccophilus och familjen dykare. Inga underarter finns listade i Catalogue of Life.